# Секиотово (Рязанская область)
Секиотово — деревня в Рязанском районе Рязанской области. Административный центр Семёновского сельского поселения.

## География
Находится в центральной части Рязанской области на расстоянии приблизительно 7 км на юго-запад по прямой от вокзала станции Рязань II.

## История
На карте 1850 года деревня была отмечена как поселение с 12 дворами. В 1859 году здесь (деревня Рязанского уезда Рязанской губернии) было учтено 9 дворов, в 1897 — 31.

## Население
Численность населения: 141 человек (1859 год), 215 (1897), 619 в 2002 году (русские 95 %), 633 в 2010.